# میستوسین
میستوسین (به انگلیسی: Mistusinne) یک منطقهٔ مسکونی در کانادا است که در ساسکاچوان واقع شده‌است. میستوسین ۱٫۴۹ کیلومتر مربع مساحت و ۵۶ نفر جمعیت دارد.